# Athanopsis dentipes
Athanopsis dentipes is een garnalensoort uit de familie van de Alpheidae. De wetenschappelijke naam van de soort is voor het eerst geldig gepubliceerd in 1980 door Miya.